# 瑪律布村 (伊朗)
瑪律布村（波斯語：مربو），是伊朗吉兰省阿姆拉什县兰库区索馬姆鄉的一个村。2006年人口普查顯示該村人口为348人，分佈在95个家庭中。